# 한문덕
한문덕(韓文德, 1980년 ~ )은 대한민국의 아마 바둑 기사이다.